# Ludwig Gottfried Klein
Ludwig Gottfried Klein (* 31. Januar 1716 in Sindringen; † 20. Juni 1756 in Erbach (Odenwald)) war ein deutscher Mediziner und Rat und Leibmedikus der Grafen von Erbach.

## Leben
Ludwig Gottfried Klein studierte Philosophie und Medizin an den Universitäten in Jena und Straßburg und wurde 1738 nach seiner Promotion Physikus in Erbach. 1743 wurde Klein zum Leibarzt der Grafen von Erbach berufen. Neben seiner ärztlichen Tätigkeit beschäftigte er sich mit medizinischen, naturwissenschaftlichen und kulturhistorischen Forschungen. Klein war ein enger Begleiter und Freund von Graf Georg Wilhelm von Erbach (1731–1757), den er auf zahlreichen Reisen begleitete.
Am 8. September 1752 wurde Ludwig Gottfried Klein mit dem akademischen Beinamen Ctesias II. als Mitglied (Matrikel-Nr. 577) in die Gelehrtenakademie Leopoldina aufgenommen.

## Schriften
- De Massae Sangvineae Viscedine Ab Imminvta Spiritvvm Animalivm Qvantitate. Argentorati 1737 (Digitalisat)
- Interpres clinicus. Praefatio Alberti de Haller, Fleischer, Frankfurt und Leipzig 1753 (Digitalisat)
- De aere, aquis et locis agri Erbacensis atque Breubergensis largi Odenwaldiae tractus. Frankfurt und Leipzig 1754 (Digitalisat)
- Interpres clinicus.  Praefatio Alberti de Haller, Frankfurt und Leipzig 1771 (Digitalisat)